# Desso
Desso est une commune rurale située dans le département de Bama de la province du Houet dans la région des Hauts-Bassins au Burkina Faso.

## Géographie
Desso est située à 15 km au nord de Bobo-Dioulasso.

## Économie
La commune pratique une agriculture vivrière et maraîchère liée à la présence de la rivière Niamey.

## Éducation et santé
Desso accueille un centre de santé et de promotion sociale (CSPS) tandis que le centre hospitalier régional (CHR) se trouve à Bobo-Dioulasso.